# Ореад (озеро)
Озеро Ореад (болг. езеро Ореада, трансліт. ezero Oreada, IPA: [ˈƐzɛro ˈorɛˈadɐ]) — озеро овальної форми довжиною 220 м у південно-східно-північно-західному напрямку та шириною 130 м на східному півострові Баєрс, острів Лівінгстон на південних Шетландських островах, Антарктида. Воно має площу поверхні 1,94 га і стікає на північ до затоки Барклай через потік Бедек .
Це озеро названо на честь ореадів, гірських німф грецької міфології.

## Розташування

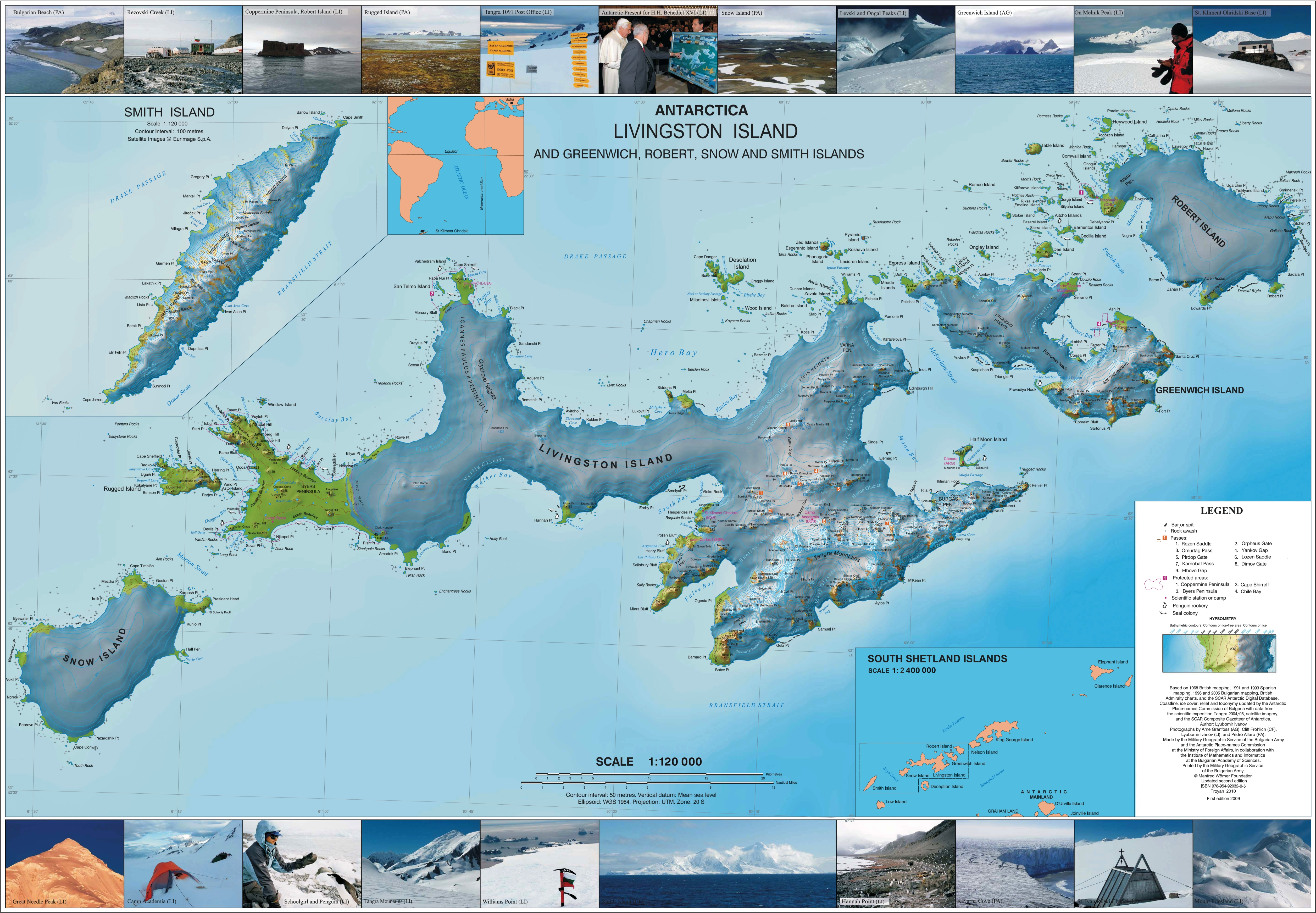
Карта островів Лівінгстон, Гринвіч, Роберт, Сноу та Сміт

Озеро Ореад розташоване у західному передгір'ї Урвичської стіни і має центр за координатами 62°38′47″ пд. ш. 60°58′27″ зх. д. / 62.64639° пд. ш. 60.97417° зх. д., що становить 2,77 км на північний схід від точки Домета та 3.4 км на південь від пункту Неделя .3.15 км на південний південний схід від Поточка Лейр, 1,75 м на південний південний захід від Пойнта Спарадок та 500 м на захід-південний захід від пагорба Цамблак. Іспанське детальне картографування у 1992 р. Та Болгарське у 2009 та 2017 рр.

## Карти
- Півострів Баєрс, Ісла Лівінгстон. Карта топографіки ескала 1: 25000. Мадрид: Servicio Geográfico del Ejército, 1992
- Л. Іванов. Антарктида: острови Лівінгстон та Гринвіч, Роберт, Сноу та Сміт. Масштаб 1: 120000 топографічної карти. Троян: Фонд Манфреда Вернера, 2009.ISBN 978-954-92032-6-4
- Л. Іванов. Антарктида: острів Лівінгстон та острів Сміт . Масштаб 1: 100000 топографічної карти. Фонд Манфреда Вернера, 2017.ISBN 978-619-90008-3-0
- Антарктична цифрова база даних (ADD). Масштаб 1: 250000 топографічної карти Антарктиди. Науковий комітет з антарктичних досліджень (SCAR). З 1993 року регулярно модернізується та оновлюється